# قلعة زعبل
قلعة زعبل هي قلعة أثرية تقع شمال مدينة سكاكا في منطقة الجوف شمال المملكة العربية السعودية.  

## الموقع
تقع على رأس جبل في الطرف الشمالي الغربي لمدينة سكاكا وهي عبارة عن سور مبني من الحجر والطين وله أربعة أبراج في زواياه ويتم الوصول إلى القلعة بواسطة طريق وحيد ومتعرج وقد وقفت القلعة حامية للمدينة فترة طويلة من الزمن بسبب قوة تحصيناتها وصعوبة الوصول إليها، ويتداول الأهالي قصصاً أسطورية عن هذه القلعة ووقوفها صامدة في وجه الغزاة الذين أرادوا هدمها لأهميتها الاستراتيجية.
وهي منشأة حربية بحتة لا تضم داخلها سوى غرفتين وتضم مدخلاً رئيساً واحداً يقع في الجهة الجنوبية الشرقية ملاصقاً للبرج الجنوبي الشرقي من القلعة، وهو مدخل صغير يصعد إليه عن طريق واحد من الجبل ذي درج عُمل من الحجارة، يوجد أربعة أبراج إسطوانية الشكل في أركانها الأربعة ترتفع عن أرضية القلعة بحوالي خمسة أمتار، وتحتوي القلعة على خزان لحفظ الماء محفور في أرضيتها الصخرية وهو مربع الشكل طول ضلعه (1.60م) وبعمق متر واحد.

## التاريخ

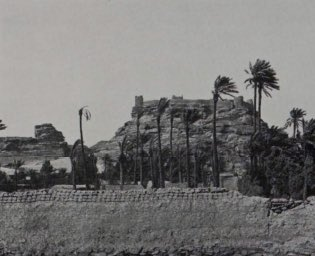
صورة قديمة لقلعة زعبل

يمتد عمر القلعة لأكثر من 900 سنة. كما يعود بناء القلعة الحالي إلى أكثر من 400 عاماً. ومن المرجح أن القلعة بنيت على أنقاض لمبنى أقدم يعود للفترة النبطية (مملكة الأنباط) المؤرخة من القرن الأول قبل الميلاد إلى القرن الأول الميلادي، ويوجد في ساحة القلعة حوض منحوت لجمع المياه. كما يوجد بالقرب منها بئر سيسرا الأثري المنحوتة في الصخر والتي تعود للفترة النبطية وفي داخل البئر سلم للنزول إلى أسفل البئر. وفي الناحية الشرقية منها في أسفل الدرج فتحة قناة لنقل المياة إلى أنحاء المدينة. وكما أن البئر يربط منطقة القصر بـ اللقائط شرقي مدينة سكاكا بنفق من تحت الأرض بمسافة قدرها حوالي ثلاث كيلومترات. ويقع في الجهة الغربية للقلعة جبل برنس الذي يحوي نقوش ورسوم صخرية.

## القلعة والمؤرخون

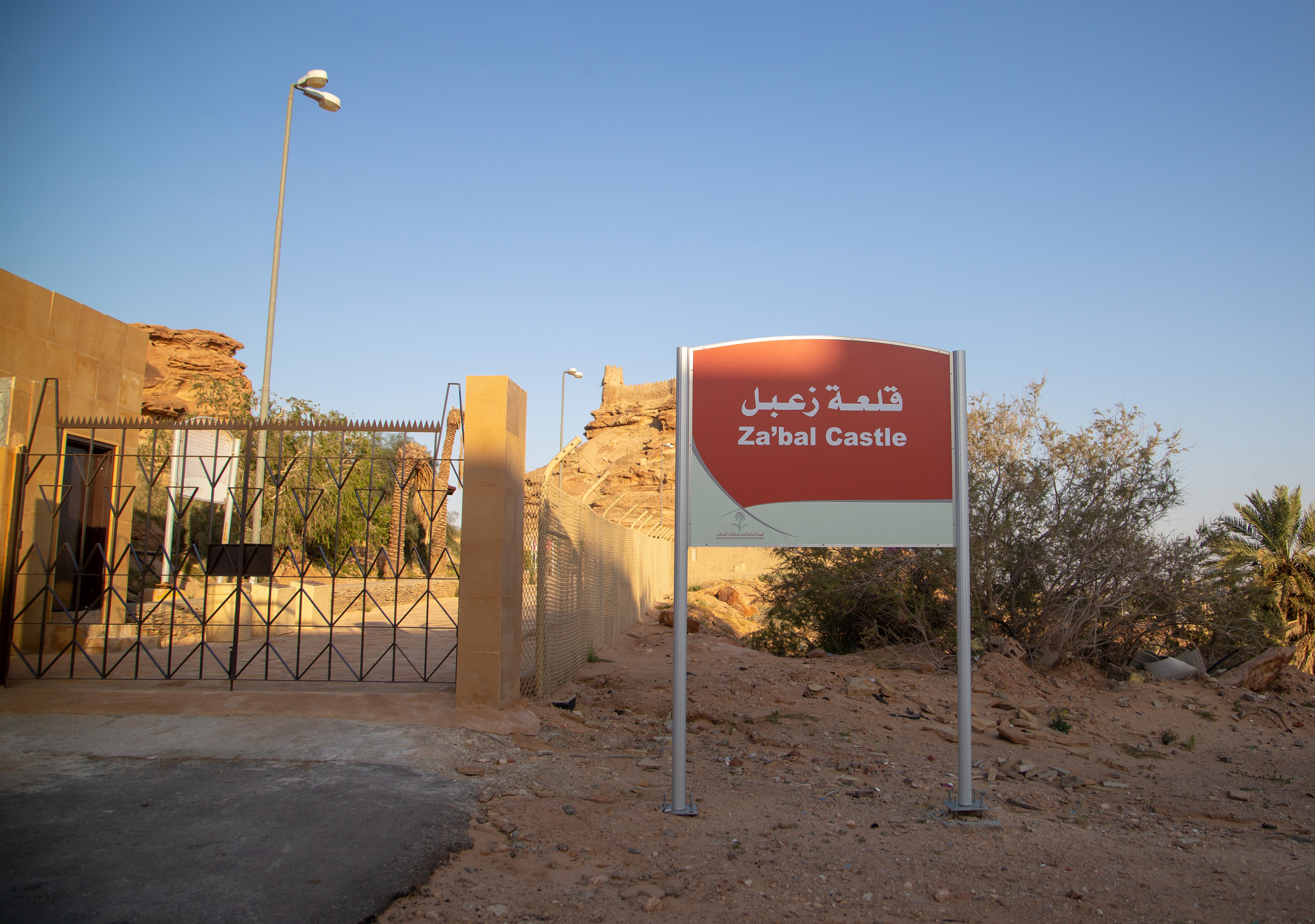
سور القلعة من الخارج

- تحدث عنها الشيخ حمد الجاسر بقوله:«هذا الحصن لم نجد لهُ ذكراً فيما بين أيدينا من مصادر، وآثاره تدل على أنهُ قد بني قبل الإسلام، وهو كالحارس لمساحة واسعة من بلاد الجوف هي سكاكا وما بقربها من المزارع والقرى المنتشرة في براح واسع من الأرض».
- تحدثت أيضاً الكاتبة الإنجليزية الليدي آن بلنت فقالت:«وسكاكا كالجوف ذات قلعة قديمة تجثم على مرتفع يبلغ علوه حوالي مائة قدم، وتسيطر على المدينة».
- تحدث الرحالة الفنلندي جورج أوغست فالين فقال:«سكاكا فيها حصن خرب يُعرف بزعبل، وفيها أيضاً أربعة أحياء أو أسواق».
- ذكر أبو محمد الهمداني موضعاً بهذا الأسم فقال: زعبل بالحجاز من ناحية تيماء، قال أبو الذيال البلوي:

.

## ترميم القلعة
قامت شعبة الآثار بإدارة التعليم بمنطقة الجوف؛ وذلك انطلاقًا من اهتمام وزارة المعارف (وزارة التعليم السعودية حاليًا) بالمواقع الأثرية في المنطقة، كما قامت هيئة السياحة والتراث الوطني بالانتهاء من ترميم القلعة 2020 م.

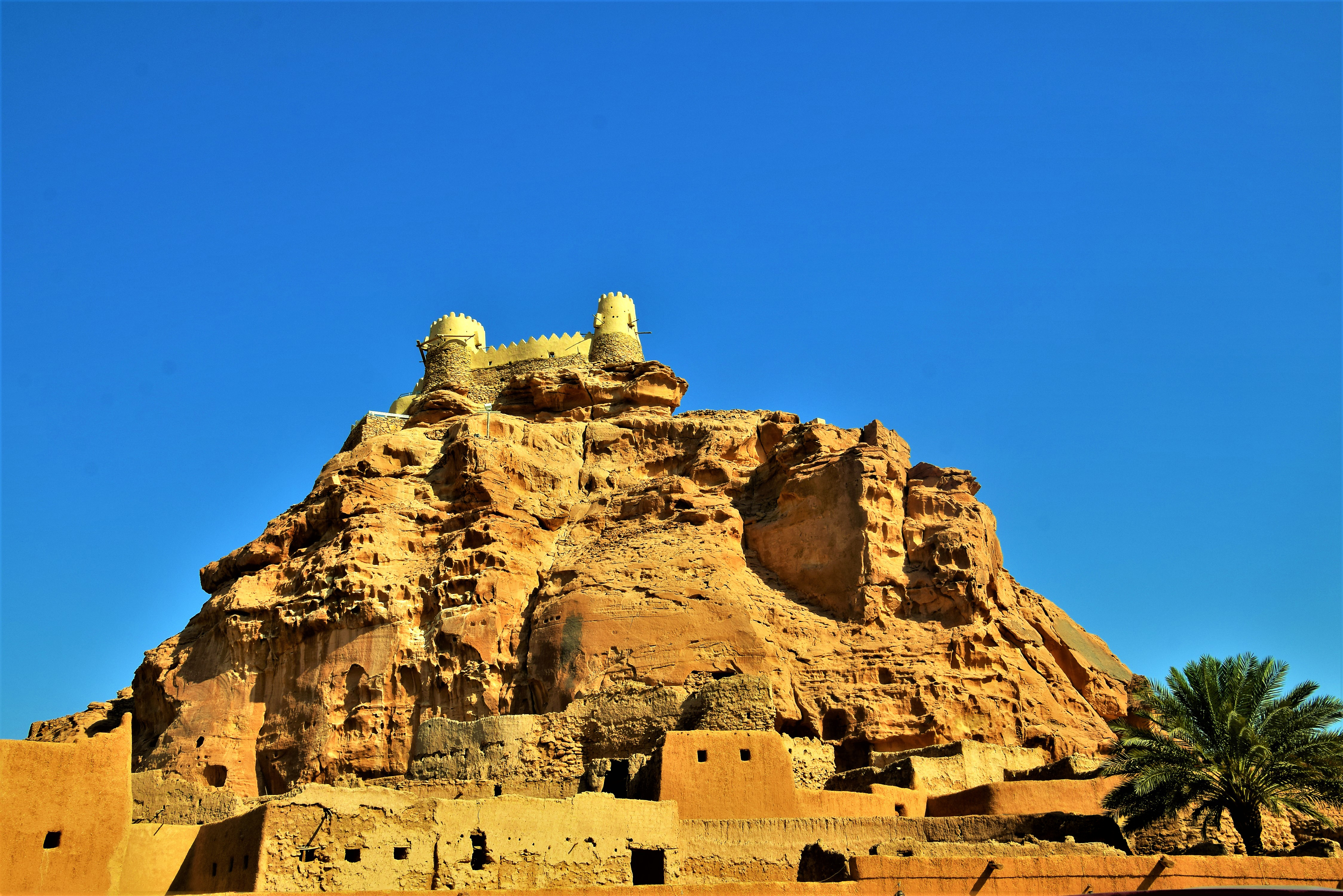
قلعة زعبل صورة حديثة

## وصلات خارجية
- قلعة زعبل.. عندما تتحدث منحوتات 4 آلاف سنة
- قلعة «زعبل» عين على التجارة وعين على الحماية منذ 400 عام
- قلعة زعبل.. حصن شامخ يعلو سكاكا